# رون اريكسون
رون اريكسون (بالسويدية: Rune Ericson)‏ هو مصور سينمائي سويدي، ولد في 29 مايو 1924 في ستوكهولم في السويد، وتوفي في 6 فبراير 2015 في تايلاند.

## وصلات خارجية
- رون اريكسون على موقع IMDb (الإنجليزية)
- رون اريكسون على موقع ألو سيني (الفرنسية)
- رون اريكسون على موقع قاعدة بيانات الأفلام السويدية (السويدية)
- رون اريكسون على موقع قاعدة بيانات الفيلم (الإنجليزية)
- رون اريكسون على موقع كينوبويسك (الروسية)